# Helena Cortesina
Elena Cortés Altabas, conocida como Helena Cortesina (Valencia, 17 de julio de 1903-Buenos Aires, 7 de marzo de 1984) fue una bailarina, actriz de cine y teatro y una de las primeras directoras y productoras de cine españolas.  En 1923 rodó la película Flor de España o La historia de un torero convirtiéndose junto a Elena Jordi—que dirigió en 1918 Thais— en una de las pioneras del cine español. También fue modelo de Sorolla y amiga de Federico García Lorca. Tras la Guerra Civil española vivió exiliada desde 1937 hasta su muerte en 1984.

## Trayectoria
Nacida en Valencia en 17 de julio de 1903 —según algunas fuentes nació en El Cabanyal—, muy popular entre la segunda y la cuarta década del siglo XX, era conocida con el apodo de la "Venus valenciana", un apodo que posteriormente también utilizó la vedette Carmen Gimeno Presencia.
Inició su carrera como bailarina muy precozmente: en 1916 ya venía anunciada en la prensa su actuación en un espectáculo de varietés.
En 1920 debutó en el cine en un pequeño papel de una película dirigida por José Buchs, La venganza del marino,para después ser la actriz principal de La inaccesible, del mismo director.

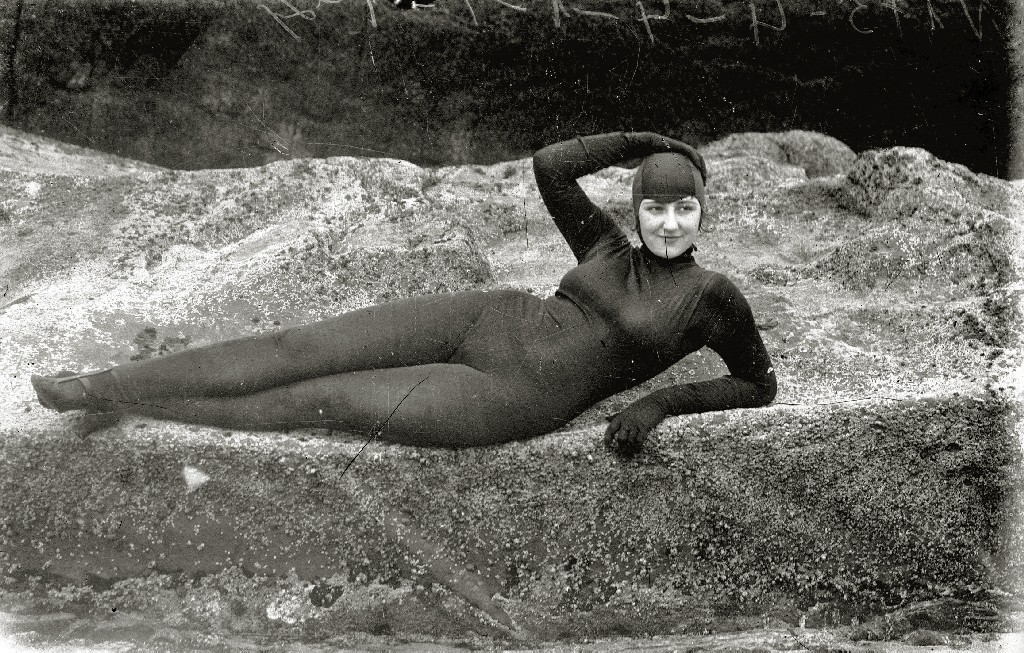
La artista Elena Cortesina enfundada en un traje de buceo en la playa de la Concha de San Sebastián (1920)

Un año después montó su propia productora (Cortesina Films) y en 1922 produjo y dirigió con guion del clérigo-dramaturgo José María Granada, la película de cine mudo Flor de España o La historia de un torero, considerada la primera película realizada por una cineasta española.Rodada en Madrid y Aranjuez, en ella actuó la propia Helena junto a sus hermanas Ofelia y Ángélica.
La película se estrenó primero en Cuba en 1922. Luego en Barcelona (12 de diciembre de 1922) y, a continuación en Madrid.Aunque en 1929 aún hay noticias de su emisión en pantallas de Barcelona,la productora fue liquidada tras la realización de este único film.En el año 2015, la partitura de la película —compuesta por Mario Bretón, hijo de Tomás Bretón—fue recuperada y estudiada, sirviendo para la reconstrucción del film.
En 1930, con la compañía de Martínez Sierra interpretó la obra de María Lejárraga Triángulo, junto a Catalina Bárcena.
En 1933 marchó a Buenos Aires junto a su compañero sentimental y escenógrafo Manuel Fontanals. Actuó en la compañía de Lola Membrives interpretando varias obras de García Lorca, alguna de ellas dirigida por el propio autor.
Al iniciar la guerra civil, se unió a la Alianza de Intelectuales Antifascistas para la Defensa de la Cultura.Cortesina volvió a Argentina en 1937, esta vez como exiliada, continuando con su carrera como actriz teatral y cinematográfica. En 1938, participó en la película Bodas de sangre, dirigida por Edmundo Guibourg, junto a otros exiliados como Margarita Xirgú, Amelia de la Torre o Enrique Diosdado.Hizo montajes teatrales de autores como Valle Inclán. También colaboró con Margarita Xirgu en diferentes piezas de García Lorca.
En 1940, junto con Andrés Mejuto formó la compañía Cortesina-Mejuto que debutó en el Smart Palace con dos obrasː La Mano del Mono de W. W. Jacobs y Luis N. Parker y El secreto del castillo de Charles Méré.Regresó esporádicamente a España en los años cincuenta, apareciendo en papeles secundarios de algunas películas.Se retiró como actriz a finales de los años 60.
Murió en 1984 en Buenos Aires.Sus restos descansan en el cementerio de la Chacarita. 

## Filmografía
Directora y productora
- Flor de España o La historia de un torero (1921)

Actriz
- La venganza del marino (José Buchs, 1920)
- La inaccesible (José Buchs, 1920)
- Bodas de sangre (1938)
- La dama duende (1945)
- María Rosa (1946)
- Los tres mosqueteros (1946)
- A sangre fría (1947)
- La niña de fuego (1952)
- Intriga en el escenario (1953)
- El ojo de la cerradura (1966)

Compositora
- A sangre fría

## Reconocimientos
- En 2022,  la Asociación de Empresarias, Profesionales y Directivas de la Provincia de Alicante a través de la Asociación Mujeres por la Igualdad y con el patrocinio principal de la Diputación Provincial y de ImpulsAlicante convocó el 1º Certamen de Cortos Helena Cortesina.[21][22]Obtuvo el primer premio el cortometraje Emilia, de la directora Cristina Guillén.[23]
- En 2023, coincidiendo con el 100 aniversario de su película Flor de España, la Mostra de Valencia, le rindió homenaje, con la exposición Helena Cortesina, una cineasta pionera en España, y con la publicación del libro de igual título, escrito por Irene de Lucas Ramón, y comisaria de la exposición.[24][19][16]
- En octubre de 2024, se reeditó el libro Helena Cortesina, una cineasta pionera en España, de Irene de Lucas, con el libreto un libreto con material promocional del  Flor de España, encontrado recientemente por el Archivo Fílmico de la Filmoteca Valenciana.[2]
- En 2024, la serie de ficción diaria española de La1, La moderna, incorporó a la trama al personaje de Helena Cortesina, exitosa directora, productora y actriz en la época en la que está ambientada esta serie diaria, en torno a 1930. Apareció en el capítulo emitido el 20 de noviembre. La interpretó la actriz Berta Caparrós.[25]